# Neonothopanus nambi
Neonothopanus nambi är en svampart som först beskrevs av Speg., och fick sitt nu gällande namn av R.H. Petersen & Krisai 1999. Neonothopanus nambi ingår i släktet Neonothopanus och familjen Marasmiaceae.   Inga underarter finns listade i Catalogue of Life.